# David Chase
David Chase (Mount Vernon, New York, 1945. augusztus 22. –) amerikai író, rendező és producer. Televíziós sorozatokban dolgozik több, mint 30 éve. A legtöbb elismerést hozó és nálunk is nagy népszerűségnek örvendő sorozata a Maffiózók, aminek az alapötletét ő találta ki és írta meg saját élményei alapján. Több részt ő rendezett, illetve írt, valamint ő a sorozat állandó producere is. Az HBO számára készült sorozat hat évadot élt meg (86 rész), amit hazájában 1999. január 10-től 2007. június 10-ig vetítettek.

## Élete

### Korai évek
Olasz-amerikai szülők egyetlen gyermekeként David DeCesare Mount Vernonban látta meg a napvilágot. A család később New Jersey-be költözött, innen a kötődése a környékhez (a Maffiózók egy new jersey-i székhelyű maffiacsalád hétköznapjairól szól). 
Chase saját elmondása szerint gyermekkora folyamatos feszültségben telt a szülei erőszakos és hatalmaskodó viselkedése miatt, ami főleg az anyjára volt jellemző. Tony Soprano és az édesanyja, Livia közötti viharos viszonyt részben a Chase és édesanyja közötti kapcsolat ihlette.
Apja ingerlékeny ember volt, aki folyamatosan ócsárolta a gyermek Davidet, anyját pedig egy "passzív-agresszív dráma-királynő"-ként jellemezte, illetve "... egy állandóan idegeskedő vénasszony, aki minden helyzetben kényszeresen törekedett a dominanciára és folyton a hisztéria kerülgette."
Már kisgyerekként is híres volt élénk fantáziájáról; gyakran szórakoztatta az őt körülvevőket saját maga által kitalált történeteivel, apróbb performanszaival. Másik szenvedélyét a bűnügyi sorozatok és a maffia ihlette filmek jelentették; Chase-t gyerekkorától fogva elkápráztatta a maffia, mivel olyan klasszikus gengszterfilmeken nőtt fel, mint például A közellenség (The Public Enemy) vagy az Aki legyőzte Al Caponét (The Untouchables) című krimisorozat, továbbá szemtanúja volt az ilyen emberek felnövésének.
Chase tinédzserkorában kezdődött krónikus depressziója, ami ma is gyakran gyötri. 1964-ben, miután letette az érettségit és a Wake Forest University-n tanult tovább, a depressziója csak súlyosbodott. "18 órákat aludtam naponta...", emlékszik vissza később. "... az a mindenki által ismert, morgós, zsémbeskedős, klinikai eset voltam. Borzalmas volt." Mégis, ekkor kezdett el dobolni és minden vágya volt, hogy a későbbiekben profi zenész váljon belőle.

## Díjai
- hét Emmy-díj